# ガリア人
ガリア人（ガリアじん、ラテン語: Gallī ガッリー、フランス語：Gaulois ゴロワ）は、ケルト語派を話すいわゆるケルト人のうち、ガリア地域に居住してガリア語あるいはゴール語を話した諸部族の人々を指す。
古代ローマ人は、ローマ側による呼称「ガリア人」 (Gallī)と「ケルト人」 (Celtae) をおおむね同義として扱った。しかし、いわゆるケルト人の中でも、小アジアに移住したケルト人（ガラティア人）やブリテン島の諸部族に対してガリア人は明らかに区別することができる。

## 歴史
ガリア諸部族（ガリア人）は、長い期間にわたって互いに反目し合い、統一されることはなかった。紀元前390年頃には共和政ローマに侵攻、首都ローマ市近郊でのアッリアの戦いで完勝、ローマ市内を蹂躙している。しかし紀元前58年にヘルウェティイ族の西進を契機として、ローマの武将ガイウス・ユリウス・カエサルがガリアに侵攻（ガリア戦争）。これに対する諸部族の反応は、応戦・帰服と変転したが、紀元前54～52年頃にアルウェルニ族のウェルキンゲトリクスを盟主として一致団結して大反乱を起こした。そして一時はカエサルを窮地に追い詰めたが、最終的にはカエサルに敗れ去った。
古代ローマの支配に組み込まれたガリア諸部族はローマへの同化が進み（ガロ・ローマ文化）、やがてゲルマン人とも混血が進んで、後のフランク王国・フランスを形成していった。

## 著名なガリア人の人物
- ブレンヌス（セノネス族）
- ウェルキンゲトリクス（アルウェルニ族）
- ウェルクロエティウス（ヘルウェティイ族）
- オルゲトリクス（ヘルウェティイ族）
- カタマンタロエディス（セクアニ族）
- ディウィキアクス（アエドゥイ族）
- ドゥムノリクス（アエドゥイ族）
- トロウキッルス（ローマ属州に住むカエサルの通訳）
- ナンメイユス（ヘルウェティイ族）
- リスクス（アエドゥイ族）
- アンビオリクス（エブロネス族）